# 柳知廈
柳 知廈（ユ ジハ、유지하、1999年6月1日 - ）は、大韓民国のサッカー選手。ポジションはDF。

## クラブ歴
父親の仕事の関係で小学5年次の冬に来日し、あざみ野FCから横浜F・マリノスジュニアユースに加入した。その後、横浜F・マリノスユースに進んだ。ユースでの同期に山田康太、西山大雅、堀研太、藤田一途がいる。
トップチーム昇格はならず、高校卒業後はKリーグ1の浦項スティーラースに加入したが、出場機会がないまま2年間の契約満了となった。
2020年夏にドイツ5部のSCザンクト・テニス11/20に加入、翌年夏に同4部のSVシュトラーレンに移籍した。
2022年夏にKリーグ2の全南ドラゴンズに移籍し、同年10月5日に同リーグ初出場を記録した。

## 代表歴
2015年にJリーグU-16代表としてマレーシア遠征に参加している。
その後、韓国のU-18代表に選出された。